# Список акимов крупных городов Казахстана
Список акимов городов Казахстана с населением городской администрации больше 100 тыс. человек. До принятия конституции 1995 года должность называлась глава администрации города. Аким города назначается акимом области согласно закону Республики Казахстан от 23 января 2001 года «О местном государственном управлении и самоуправлении в Республике Казахстан». Список отсортирован по численности населения городов. По данным на 7 декабря 2015 года, казахи составляли 96 % акимов городов, представители других национальностей — 4 %. В 2017 году минимальная зарплата акима областного центра составила 310 642 тенге.
Список акимов городов республиканского значения (Алма-Аты, Астаны и Шымкента) представлен в отдельной статье.
# — осуждённые акимы.

## Актобе
1. Жаманкулов, Сержан Боранкулович (11 февраля 1992 — 30 июня 1993)
2. Абенов, Абдулла Андамасович (1 июля 1993 — 11 ноября 1996)
3. Сагиндыков, Елеусин Наурызбаевич (15 ноября 1996 — 21 октября 2002)
4. Елеусизов, Каиркожа Жумагалиевич (4 ноября 2002 — 14 июля 2004)
5. Мукашев, Серикжан Шайзадаевич (14 июля 2004 — 29 марта 2005)
6. Садыков, Абай Маслахатович (29 марта 2005 — 1 февраля 2006)
7. Нокин, Серик Кенесович (1 февраля 2006—2008)
8. Мухамбетов, Архимед Бегежанович (октябрь 2008 — 22 июля 2011)
9. Абдибеков, Нурмухамбет Канапиевич (26 июля 2011 — 17 февраля 2012)
10. Умаров, Ерхан Булатжанович (17 февраля 2012 — 27 октября 2015)
11. Сагын, Бекбол Убайдоллаевич (27 октября 2015 — 4 июля 2016)
12. Испанов, Ильяс Сапарбекович (4 июля 2016 — 24 июня 2019)
13. Абдуллин, Мавр Ергалиевич (24 июня 2019 — 16 марта 2020)
14. Шахаров, Асхат Берлешевич (16 марта 2020 — 25 ноября 2022)
15. Журебеков, Мурат Утемисович (4 января 2023 — 6 июня 2023)[4]
16. Бекет, Азамат Бауыржанович (с 26 июня 2023)[5]

## Караганда
1. Уразалинов, Шаймерден Абильмажинович (июль 1987 — июль 1997)[6]
2. Филатов, Николай Васильевич (1997 — июнь 2000)[7]
3. Изаак, Корней Корнеевич (2000—2002)[8]
4. Шалабаев, Алшын Саменович и. о. (2002—2003)[9]
5. Литвинов, Юрий Михайлович (2003 — 20 марта 2006)[10]
6. Чирков, Владимир Николаевич(март 2006 — 27 мая 2006)[11]
7. Тогайбаев, Ислам Уакитович (27мая 2006 — январь 2010)
8. Абдишев, Бауржан Туйтеевич (январь 2010 — сентябрь 2012)[12] #
9. Смагулов, Мейрам Ахмедиянович (сентябрь 2012 — 28 июня 2014)[13]
10. Аубакиров, Нурлан Ерикбаевич (28 июня 2014 — сентябрь 2020)[14]
11. Булекпаев, Ермаганбет Кабдулович (сентябрь 2020 — 8 декабря 2022)[15][16]
12. Кожухов, Мейрам Муратович (с 18 января 2023)[17]

## Тараз
1. Тусупов, Алдияр Али-Аскарович (1992—1995)
2. Жылкышиев, Болат Абжапарулы (октябрь 1995 — январь 1998)
3. Сартбаев, Сеит Хайруллаевич (1998—1999)[18]
4. Сауранбаев, Болат Оспанович (февраль 1999 — апрель 2005)
5. Тортаев, Ильяс Алимович (2005—2009)
6. Астаев, Ертаргын Какимбекович (8 декабря 2009 — октябрь 2010)
7. Орынбеков, Бекболат Серикбекович (октябрь 2010 — 31 декабря 2013)
8. Календеров, Нуржан Сабитович (31 декабря 2013 — 2 марта 2017)
9. Даулет, Рустем Рысбаевич (2 марта 2017 года — 23 апреля 2018)[19]
10. Абдраимов, Галымжан Райылович (23 апреля 2018 — апрель 2019)[20]
11. Досаев, Кайрат Аскербекулы (24 апреля 2019 — 21 ноября 2019)[21][22].
12. Карабалаев, Айтказы Даулеткулович (3 декабря 2019 — 19 марта 2021)
13. Жилкибаев, Ержан Жуматович (19 марта 2021 — 5 августа 2022)[23][24]
14. Орынбеков, Бахытжан Амирбекович (с 5 сентября 2022 года)[25]

## Усть-Каменогорск
1. Носиков, Николай Тимофеевич (март 1992 — декабрь 1995)[26][27]
2. Кудинов, Юрий Анатольевич (декабрь 1995 — 1997))[28]
3. Лукин, Александр Александрович (политик) (16 мая 1997—1999)
4. Сухорукова, Вера Николаевна (сентябрь 1999 — январь 2003)[29]
5. Гречухин, Александр Васильевич (январь 2003 — январь 2004)
6. Кажибаев, Амангельды Кажибаевич (15 января 2004 — январь 2005)
7. Баяндаров, Магзам Тогжанович (январь 2005 — 30 мая 2005)
8. Быстров, Александр Михайлович (30 мая 2005—2006)
9. Сапаргалиев, Манарбек Кадылгумарович (14 сентября 2006—2007)[30][31]
10. Буктугутов, Шакарым Сабырович (март 2007 — август 2008)
11. Касымжанов, Темирбек Жумакулович (август 2008—2009)
12. Абишев, Ислам Алмаханович (март 2009 — февраль 2012)
13. Таукебаев, Серик Шауенович (3 февраля 2012 — 25 мая 2013)
14. Касымжанов, Темирбек Жумакулович (25 мая 2013 — 20 апреля 2016)
15. Аймукашев, Ерлан Капарович (20 апреля 2016 — 30 мая 2017)
16. Тумабаев, Куат Мухитович (30 мая 2017 — 16 августа 2018[32])
17. Омар, Жаксылык Мукашулы (20 августа 2018 — 27 ноября 2024)[33][34]
18. Акышов, Алмат Талгатович (с 11 декабря 2024)[35]

## Павлодар
1. Рюмкин, Александр Васильевич (1991—1994)[36]
2. Пыхтин, Владимир Игнатьевич[37] (август 1994[38] — апрель 1998[39]
3. Чмых, Николай Иванович (апрель 1998 — 7 марта 2003)
4. Нурпеисов, Кайрат Айтмухамбетович (7 марта 2003 — 14 июня 2003)
5. Демеуов, Бакир Саматович (июнь 2003 — апрель 2009)
6. Жуламанов, Бакитжан Толевжанович (24 апреля 2009 — 26 сентября 2011)
7. Каиргельдинов, Оразгельды Алигазинович (8 октября 2011 — 12 апреля 2014)
8. Бакауов, Булат Жумабекович (12 апреля 2014 — 25 марта 2016)
9. Ашимбетов, Нуржан Кемерович (12 апреля 2016 — 22 август 2018)
10. Кумпекеев, Ануар Каиргельдыевич 22 августа 2018 — 2 июля 2019[40]
11. Нукенов, Кайрат Темиршотович (10 июля 2019 — 27 июля 2020)
12. Иманслям, Ержан Иманслямулы (27 июля 2020 — 19 июля 2021)[41][42]
13. Байханов, Асаин Куандыкович (19 июля 2021 — 6 декабря 2022)
14. Иманзаипов, Ержан Бейбутович (29 декабря 2022 - 4 сентября 2023)[43][44]
15. Хабылбеков, Хасар Айтпекович (с 12 сентября 2023)[45]

## Атырау
1. Махашев, Нурпеис Махашевич (май 1991 — ноябрь 1993)
2. Нарегеев, Бекболат Койжанович (1993—1995)[46]
3. Ткенбаев, Жалгас Мусаевич (1995 — октябрь 1998)[47]
4. Ашемгалиев, Арыстангали Куанаевич (ноябрь 1998 — июнь 1999)[48]
5. Турганов, Дуйсенбай Нурбаевич (февраль 1999 — май 2002)
6. Тасыбаев, Манас Мухитович (2002 — 2 февраля 2006)
7. Рыскалиев, Бергей Саулебаевич (февраль 2006 — 3 октября 2006) #
8. Накпаев, Салимжан Жумашевич (октябрь 2006 — декабрь 2009)
9. Исмуратов, Мереке Отарович (22 декабря 2009 — 21 февраля 2012)
10. Керимов, Аскар Абаевич (21 февраля 2012 — 20 августа 2012)
11. Айдарбеков, Серик Кенганович (20 августа 2012 — 19 июня 2014)
12. Ожаев, Нурлыбек Жумахметович (19 июня 2014 — 14 июля 2016)
13. Шапкенов, Серик Жамбулович (14 июля 2016 — июня 2018)
14. Алимухаммед Куттумуратулы (28 июня 2018 — 14 января 2020)
15. Уразбаев, Кайрат Кулымович (17 января 2020 — 16 января 2022)
16. Калауи, Мейрим Жоламанович (4 марта 2022 — 9 июля 2023)
17. Кейкин, Шакир Кейкинович (с 10 июля 2023)

## Семей
1. Караханов, Есламбек Нурбекович (23 марта 1992—1994)[49][50]
2. Бутин, Вячеслав Сергеевич (1994—1995)
3. Рыболовлева, Нина Васильевна (1995—1997)[51][52]
4. Бутин, Вячеслав Сергеевич (1997—1998)[53]
5. Бергенев, Адылгазы Садвокасович (июнь 1998 — октябрь 1998)[54]
6. Чайжунусов, Маркен Жакиянович (октябрь 1998 — март 2000)[55][56]
7. Омаров, Нурлан Сраилевич (март 2000 — ноябрь 2001)
8. Турлыханов, Кайрат Болатович (ноябрь 2001 — октябрь 2002)
9. Кажибаев, Амангельды Кажибаевич (4 ноября 2002 — 15 января 2004)[57]
10. Омаров, Нурлан Сраилевич (январь 2004—2007)
11. Айнабеков, Мейрамхат Карибекович (12 марта 2007 — январь 2011)
12. Каримов, Айбек Муталапханович (январь 2011 — 16 июня 2015)
13. Салимов, Ермак Бидахметович (16 июня 2015 — 25 января 2021)
14. Сактаганов, Нурымбет Аманович (25 января 2021 — 28 июня 2021)[58]
15. Байахметов, Бакытжан Какенкаджиевич (28 июня 2021 — 28 августа 2022)[59][60]
16. Нурсагатов, Нурбол Тулегенович (7 октября 2022 — 23 декабря 2024)[61]
17. Муратов, Талгат Батырович (с 23 декабря 2024)[62]

## Кызылорда
1. Калыбаев, Абдиржан Калыбаевич (1992—1994)
2. Шарипов, Жарылкасын (1994—1996)[63][64][65]
3. Досманбетов, Бакберген Сарсенович (декабрь 1996 — декабрь 1999)
4. Баймаханов, Кожахмет Мадибаевич (декабрь 1999 — май 2004)
5. Удербаев, Мурат Прмагамбетович (май 2004 — 23 мая 2005)
6. Кушербаев, Айтбай Елеуович (май 2005 — 7 ноября 2005)
7. Онгарбаев, Имамадин Закирович (7 ноября 2005 — 15 февраля 2007)
8. Кожаниязов, Серик Салаватович (15 февраля 2007 — 10 июня 2008)
9. Ергешбаев, Мурат Нальхожаевич (10 июня 2008 — июнь 2010)
10. Жайымбетов, Мархабат Жайымбетович (июнь 2010 — февраль 2013)
11. Налибаев, Нурлыбек Машбекович (14 февраля 2013 — 2 апреля 2021)
12. Казантаев, Ганибек Конысбекович (8 апреля 2021 — 28 апреля 2022)
13. Шаменов, Асылбек Омирбекулы (28 апреля 2022 — 10 января 2024)
14. Кожаниязов, Серик Салаватович (10 января — 1 августа 2024 года)[66]
15. Ахатов, Нуржан Сабитович (с 1 августа 2024 года)[67]

## Костанай
1. Корнев, Василий Евсеевич (май 1988 — май 1998)[68][69][70]
2. Куленко, Олег Иванович (1998—1999)
3. Ашим, Нургали Садуакасович (февраль 1999 — июль 2000)
4. Ленивцев, Виктор Николаевич (июнь 2000 — апрель 2004)
5. Садуакасов, Нуралы Мустафинович (апрель 2004 — июнь 2006)
6. Нургалиев, Женис Мирасович (июнь 2006 — январь 2008)[71]
7. Нурмухамбетов, Гауез Торсанович (январь 2008 — февраль 2009)
8. Нургалиев, Жомарт Мирасович (февраля 2009 — февраль 2012)
9. Нурмухамбетов, Гауез Торсанович (февраль 2012 — июнь 2014)
10. Ахметжанов, Ахмедбек Масакбаевич (18 июня 2014 — 10 сентября 2015) #
11. Жакупов, Базыл Шамуханович (23 сентября 2015 — 1 февраля 2019)[72]
12. Ахметов, Кайрат Жумашович (1 февраля 2019 — 24 марта 2022)[73]
13. Жундубаев, Марат Кунисбайулы (с 24 марта 2022)[74]

## Актау
1. Баев, Николай Иванович (1992—1994)
2. Бурлаков, Леонид Николаевич (1994—1996)
3. Оспанов, Серик Жамекович (1996—2004)
4. Мустапаев, Рашит Туранович (ноябрь 2004—2006)
5. Кох, Виктор Михайлович (апрель 2006 — сентябрь 2006)
6. Бекбергенов, Салимгерей Шапагатович (сентябрь 2006 — апрель 2010)
7. Казахбаев, Оспан Даденович (2010—2012)
8. Жанбыршин, Едил Терекбайулы (12 сентября 2012 — 10 июля 2015)
9. Трумов, Серикбай Утелгенович (10 июля 2015 — ноябрь 2017)[75]
10. Ниязов, Галымжан Мукырович (23 ноября 2017 — 26 июня 2020)[76]
11. Килыбай, Нурдаулет Игиликулы (26 июня 2020 — 3 октября 2022)[77][78]
12. Избергенов, Ербол Курентаевич (3 октября 2022 — 20 сентября 2023)[79]
13. Тналиев, Улугбек Серикович (20 сентября 2023 — 16 июля 2024)[80]
14. Байпаков, Абилкаир Жанаевич (с 16 июля 2024)

## Уральск
1. Джакупов, Кабибулла Кабенович (1989—1991)
2. Молдашев, Болат Ганиятович (1991)
3. Джакупов, Кабибулла Кабенович (1991—1993)
4. Ашигалиев, Катаула Миралиевич (1993—1994)
5. Рахимбердин, Олег Иванович (1994—1999)
6. Мукатаев, Вениамин Кадырович (1999—2005)
7. Муташев, Сагынбек Хайдарович (2005—2008)
8. Уразов, Самиголла Хамзаевич (18 апреля 2008 — 14 января 2012)
9. Шакимов, Булат Адиетович (24 января 2012 — 4 апреля 2013)[81]
10. Кульгинов, Алтай Сейдирович (4 апреля 2013 — 26 марта 2016)[82]
11. Турегалиев, Нариман Турегалиевич (5 апреля 2016 — 28 июня 2017)[83][84]
12. Мукаев, Мурат Рахметович (1 июля 2017 — 12 августа 2019)[85]
13. Шыныбеков, Абат Абаевич (12 августа 2019 — 26 апреля 2022)[86]
14. Сатканов, Миржан Мунайдарович (26 апреля 2022 — 22 июля 2024)[87]
15. Байменов, Мурат Болатович (с 1 октября 2024 года)[88]

## Петропавловск
1. Кухарь, Григорий Васильевич (1990—1993)
2. Ходеев, Петр Филиппович (1993 — 4 сентября 2001)
3. Никандров, Владимир Петрович (10 сентября 2001 — ноябрь 2008)
4. Нуракаев, Ерик Есимович (ноябрь 2008 — октябрь 2009)
5. Ашимбетов, Нуржан Кемерович (октябрь 2009 — 1 февраля 2012)
6. Жумабеков, Булат Серикович (1 февраля 2012 — 6 мая 2013)
7. Закарьянов, Тулеген Кабыкенович (май 2013 — 1 октября 2014)
8. Тасмаганбетов, Марат Иманбаевич (11 октября 2014 — 22 марта 2019)[89]
9. Жумабеков, Булат Серикович (12 апреля 2019 — 22 июня 2022)[90]
10. Анбаев, Руслан Акимжанович (5 августа 2022 — 1 июля 2023)[91]
11. Мухамедиев, Серик Махсутович (с 1 июля 2023)[92]

## Туркестан
1. Кадырбеков, Бактияр Артукбаевич? (1992—1993)
2. Татибаев, Кален Тургнбекович?(1993)
3. Сугурбаев, Султанбек Шойнбаевич (1993—1998)[93][94]
4. Кайназаров, Валихан Анарбайулы (январь 1998 — октябрь 1999)
5. Аметулы, Омирзак (1999—2003) #
6. Алиев, Мухит Уралбаевич (ноября 2003 — февраль 2006)
7. Бектаев, Али Абдикаримович (февраль 2006 — май 2008)
8. Сыздыков, Бейбит Шалдарулы (май 2008 — июль 2009)
9. Молдасеитов, Кайрат Кусеинович (июль 2009 — 25 апреля 2012)
10. Усербаев, Алипбек Шарипбекович (25 апреля 2012 — июль 2013)[95]
11. Аширбеков, Бахытжан Айдарханович (1 июля 2013 — 11 сентября 2014)
12. Усербаев, Алипбек Шарипбекович (11 сентября 2014 — 25 декабря 2017)
13. Мусаев, Тажибек Калманович (25 декабря 2017 — июня 2018)[96]
14. Усербаев, Алипбек Шарипбекович (22 июня 2018 — июль 2019 года)[97]
15. Аюпов, Рашид Абатуллаевич (4 июля 2019 — 10 июня 2021 года)
16. Турашбеков, Нурбол Абдисаттарович (10 июня 2021 года — 1 октября 2024 года)[98]
17. Пазылбекулы, Азимбек (с 1 октября 2024 года)[99]

## Кокшетау
1. Мурзин, Айдар Хамзович (1992—1996)
2. Кусаинов, Каирбек Кусаинович (1996—1997)
3. Мухамеджанов, Камалтин Ескендирович (март 1997 — март 1998[уточнить])[100]
4. Набитовский, Валерий Давыдович, и. о. (февраль 1998[уточнить] — апрель 1999)[101]
5. Хасенов, Аскар Галимович (апрель 1999 — 7 июня 2001)[102]
6. Баяхметов, Еркеш Баяхметович (7 июня 2001 — 2004)
7. Адильбеков, Даурен Зекенович (18 мая 2004 — 7 октября 2004)
8. Акимов, Рашит Каиржанович (октябрь 2004 — сентябрь 2007)
9. Никишов, Андрей Николаевич (сентябрь 2007 — март 2008)
10. Сапаров, Бахыт Аманжолович (3 марта 2008 — 16 июня 2010)
11. Батырханов, Мунарбек Беркутбаевич (16 июня 2010—2013)
12. Жумагулов, Жаркын Жангожинович (2013 — 5 июня 2014)
13. Нургалиев, Жомарт Мирасович (июнь 2014 — 30 октября 2014)
14. Маржикпаев, Ермек Боранбаевич (6 января 2015 — март 2019)
15. Смаилов, Амангельды Халауденович (4 апреля 2019 года — 25 марта 2021 года)
16. Гайса, Бауыржан Сейткалиевич (25 марта 2021 года — 21 августа 2024 года)
17. Кумпекеев, Ануар Каиргельдыевич (с 9 ноября 2024 года)[103]

## Темиртау
1. Мухамеджанов, Камалтин Ескендирович (1990—1993)
2. Карабалин, Алий Алибаевич (июль 1993 — октябрь 1996)
3. Жуманов, Николай Жетписович (23 января 1997 — 16 июня 1997)
4. Досмагамбетов, Ерлан Султанович (июнь 1997 — сентябрь 1997)
5. Карабалин, Алий Алибаевич (сентябрь 1997 — март 2001)
6. Ахметов, Серик Ныгметович (2001—2003) #
7. Мусин, Балдырган Сергазинович (июль 2003—2006)
8. Битебаев, Орал Шабалович (2006 — 11 января 2010)
9. Султанов, Нуркен Ертаевич (11 января 2010 — 7 августа 2015)[104]
10. Ашимов, Галым Абиханович (7 августа 2015 — август 2020)
11. Бегимов, Кайрат Баяндинович (14 августа 2020 — 5 сентября 2022)
12. Таурбеков, Ораз Кайсаевич (5 сентября 2022 года — 18 сентября 2024)[105]
13. Ашимов, Галым Абиханович (с 18 сентября 2024 года)[106]

## Талдыкорган
1. Шегиров, Амангазы Ахметкалиевич (1990—1995)
2. Жакиянов, Оралбек Нурсеитович (октябрь 1995 — май 1997)
3. Бижанов, Керимжан Ксенбаевич (май 1997 — март 1999)
4. Жылкайдаров, Сакен Егинбаевич (март 1999 — апрель 2011)
5. Бигельдиев, Махаббат Садуакасович (апрель 2011 — январь 2012)
6. Алпысов, Ермек Амантаевич (январь 2012 — ноябрь 2015)
7. Карасаев, Багдат Абильмажинович (ноябрь 2015 — май 2018)
8. Шалтабаев, Дастан Турарбекович (24 мая 2018 — 12 апреля 2019)[107]
9. Абдраимов, Галымжан Райылович (12 апреля 2019 — 1 марта 2021)[108]
10. Жасыбаев, Ержан Бакирбаевич (1 марта 2021 — 4 марта 2022)[109]
11. Масабаев, Асет Дуйсебекович (4 марта 2022 — 30 июня 2023)[110][111]
12. Базил, Ернат Дуйсенбекулы (с 30 июня 2023 года)[112]

## Экибастуз
1. Ахметов, Даниал Кенжетаевич (февраль 1992 — январь 1993)
2. Жуматаев, Рамазан Шарипович (январь 1993 — сентябрь 1995)
3. Оразалинов, Илюбай Атагаевич (сентябрь 1995 — август 1998)
4. Арбиев, Елтай Тюлюбаевич (1998—2000)
5. Шкреба, Юрий Николаевич (2000—2002)[113]
6. Набитовский, Валерий Давыдович (апрель 2002 — май 2007)
7. Набиев, Нурлан Абзалович (22 июня 2007 — ноябрь 2010)
8. Вербняк, Александр Фёдорович (15 ноября 2010 — 29 апреля 2016)
9. Нукенов, Кайрат Темиршотович (29 апреля 2016 — 13 августа 2018)
10. Ашимбетов, Нуржан Кемерович (22 августа 2018 — 16 августа 2019)
11. Иманзаипов, Ержан Бейбутович (28 августа 2019 года — 25 сентября 2020)[114]
12. Кантарбаев, Ардак Амангельдинович (с 25 сентября 2020 — 8 августа 2022)[115][116]
13. Бейсекин, Аян Уахитович (с 16 августа 2022)[117]

## Рудный
1. Тукенов, Сакен Макенович (12 февраля 1992 — 8 марта 1999)
2. Бибин, Евгений Алексеевич (8 марта 1999 — 20 октября 2000)
3. Зуев, Анатолий Прокопьевич (20 октября 2000 — 30 апреля 2004)
4. Денинг, Николай Яковлевич (30 апрель 2004 — 12 июнь 2011)
5. Гаязов, Бахытжан Темирович (13 июня 2011 — сентябрь 2020)[118][119]
6. Испергенов, Куандык Хайдарович (5 октября 2020 — 6 февраля 2023)
7. Ионенко, Виктор Николаевич (с 6 февраля 2023)[120]

## Кентау
1. Лян, Василий Леонидович 1991—1998 гг
2. Ордабаев, Максут Кутымулы 1998—1999 гг
3. Жылкышиев, Болат Абжапарулы 1998—2001 гг
4. Жузенов, Бегимше Бексултанулы (kk:Бегімше Бексұлтанұлы Жүзенов) 2001—2003 гг.
5. Пирметов, Алишер Хабибуллаулы 2003—2005 гг
6. Турабаев, Жарылкасын Турабайулы 2005—2008 гг
7. Табылдиев, Коктембек Окимбекулы 2008—2010 гг
8. Калмурзаев, Нуржигит Нурпейсулы 2010—2012
9. Байсалов, Бакытбек Шорабаевич 2012—2014
10. Макулбаев, Абдибакыт Тиллабаевич (de:Äbdibaqyt Maqulbajew) с 12 апреля 2014[121]
11. Рысбеков, Гани Курмашулы январь-апрель 2019[122][123]
12. Макажанов, Даурен Сабитович 2019—2022[124] #
13. Аюпов, Рашид Абатуллаевич (10 марта - 11 августа 2022 года)[125] #
14. Тасов, Жандос Калмурзаевич (с 11 августа 2022 года)[126]

## Жанаозен
1. Ногаев, Султан Кемалович (1990—1992)
2. Мурасов, Ибрагим Мурасович (1992—1994)
3. Абылхан, Машани (1994 — декабрь 1999)
4. Бабаханов, Жалгас Бисалыевич (декабрь 1999 — декабря 2009) #
5. Сарбопеев, Орак Куангалиевич (20 декабря 2009 — февраля 2012) #
6. Трумов, Серикбай Утелгенович (9 февраля 2012 — 10 июля 2015)
7. Абилов, Елубай Жакаевич (10 июля 2015 — 21 декабря 2017)[127]
8. Даулбаев, Адильбек Кулынтаевич (21 декабря 2017 — 4 сентября 2019)
9. Ибагаров, Максат Онгарбаевич (4 сентября 2019 — 4 апреля 2022)
10. Косуаков, Айбек Косуакович (5 апреля 2022 — 12 февраля 2024)[128]
11. Кайнарбаев, Жансейт Исаханович (с 12 февраля 2024)[129]

## Жезказган
1. Есенов, Усеин Байсынович (март 1992 — январь 1994)
2. Ибадилдин, Жумамади Ибадилдинович[130] (1995 по 2005)[131]
3. Бейсенов, Арман Кыдырбаевич (9 марта 2005 — ноябрь 2005)[132][133]
4. Жанбосынов, Шахмардан Умирзакович? (3 ноября 2005—2006) и. о.[134]
5. Танабаев, Муса Турманович (февраль 2006—2008)[135]
6. Балмагамбетов, Канат Султанович (10 апреля 2008 — август 2010)
7. Абдыгалиев, Берик Бахытович (август 2010 — февраль 2012)
8. Шингисов, Бауыржан Кабденович (февраль 2012 — ?)
9. Шайдаров, Серик Жаманкулович (июль 2013 — 8 августа 2014)
10. Ахметов, Батырлан Дюсенбаевич (8 августа 2014 — 21 мая 2018)[136]
11. Бегимов, Кайрат Баяндинович (23 июня 2018 — 14 августа 2020)[137]
12. Абсаттаров, Кайрат Бектаевич (14 августа 2020 — 28 июня 2022)
13. Шайжанов, Кайрат Абдуллаевич (с 28 июня 2022)[138]

## Главыбывших областных центровс населением менее 100 тыс. человек

### Аркалык
1. Мейстер, Виктор Викторович (1990—1992)
2. Мусабаев, Абай Кусаинович (1992—1993)
3. Мустафин, Марат Каримович (1993—1996)[139]
4. Болепова, Бахытжан Акановна (1996—1998)
5. Ахметов, Сабыржан Ахметович kk:Сабыржан Ахметұлы Ахметов[130] (1998 г —2000)[140]
6. Тубекбаев, Жомарт Тубекбаевич (2000 — 16 марта 2005)
7. Наметов, Жанат Иосифович (23 марта 2005—2006)
8. Мухитбеков, Амангельды Нурхамитович (2006—2009)
9. Тулеубаев, Темиржан Тулеубаевич kk:Теміржан Төлеубаев (2009 — май 2012)
10. Абдыгалиев, Берик Бахытович (май 2012—2013)
11. Габдулин, Канат Мырзагалиевич kk:Қанат Мырзағалиұлы Ғабдулин (март 2013 — ноябрь 2013)[141]
12. Бекмухамедов, Газиз Ерболатович (1 июля 2013—2016)
13. Балгарин, Амантай Какимбекович (5 июля 2016 — 4 июля 2018)[142]и
14. Кузенбаев, Эльдар Конысбайулы (4 июля 2018 — сентябрь 2019)[143]
15. Абишев, Кайрат Тынымбекович (27 сентября 2019 — 5 мая 2021)[144]
16. Асанов, Амирхан Биркенович (с 5 мая 2021)[145]